# Quapaw
Los quapaw son una tribu india de grupo siux, también llamada Arkansas o Akansa. Su nombre proviene de ugakhpa 'río abajo'. Vivían en cuatro poblados: Tourima, Osotouy, Tongigua y Kappa. Emigraron de la costa atlántica con las otras tribus del grupo dhegiha (osage, omaha y kaw), y se establecieron en las riberas de los ríos Arkansas y Red. Estaban divididos en cuatro poblados:
- Tourima y Osotouy, en las orillas del río Arkansas.
- Tongigua, al norte del río Misisipi.
- Kappa, al oeste del Misisipi.

Actualmente viven en una reserva de la BIA (Quapaw Agency) en el Estado de Oklahoma.

## Demografía
Hacia 1682 posiblemente sumaban entre 15 000 y 20 000 individuos, pero la viruela, el hambre y las guerras los redujeron a 700 individuos en 1763, a 575 en 1800, a 455 en 1824, a 476 en 1833 y a 224 en 1844. Desde entonces, aumentaron lentamente: 264 en 1846, 221 en 1848, 271 en 1858, 314 en 1852, 350 en 1859, 121 en 1889, 193 en 1890, 215 en 1893, 350 en 1930 y 1199 en 1960. En 1990 eran unos 1927 individuos, de los cuales sólo unos 10 hablaban la lengua siouan en 1962.
Según datos de la BIA de 1995, en la reserva vivían 949 individuos, pero había 2673 apuntados en el rol tribal. Según el censo de los EE. UU. de 2000, había 1151 puros, 249 mezclados con otras tribus, 619 mezclados con otras razas y 164 con otras razas y otras tribus. En total, 2183 individuos.

## Costumbres
Eran sedentarios y agricultores, vivían en poblados fortificados de cabañas comunales cubiertas de corteza y edificadas sobre montículos. Eran buenos artesanos, conocidos por sus cerámicas “rojo sobre blanco”. Según Louis Jolliet, no cazaban búfalos por temor a las tribus del Norte y del Este, llevaban poca ropa y se perforaban la nariz y las orejas, se pintaban el cuerpo y llevaban el pelo corto y con plumas atrás. Se dividían en 22 clanes: Wakanta (trueno), Te (búfalo), Hu (pez), Khidh (águila), Mikakh (estrella), Wasa (oso negro), Ke (tortuga), Wesa (serpiente), Petang (cráneo), Tangdhangtanka (pantera), Anpan (ciervo) y Mi (sol), divididos en dos partes, Hanka y Tiju. Cada poblado tenía estructuras comunitarias, con una plaza central, un caudillo y un Consejo de Ancianos.
Creían en Wah-kon-tah, el dios del universo, y en los wapinan, hombres que podían comunicarse con él. Celebraban la danza del calumet (pipa sagrada) y el busk (danza del maíz verde), como la mayoría de las tribus de la zona. Cada cuatro de julio celebran un powwow para reafirmarse como pueblo.

## Historia
Eran originarios del valle del Ohio, como todos los degiha, y de aquí fueron expulsados por la Confederación Iroquesa hacia el siglo XVI; atravesaron el río en botes de piel y se separaron de los omaha. Lucharon contra los tunica y michigamea por las tierras. En 1673 acogieron a los exploradores franceses Louis Jolliet y Jacques Marquette, que visitaron el poblado de Kappa. Los franceses les llamaban “les beaux hommes”. Hacia 1682 fueron nuevamente visitados por René Robert Cavelier de La Salle, que dijo que eran agricultores y cultivaban campos de 8,5 millas cuadradas. Cavalier tomó posesión del territorio en nombre de Luis XIV como parte de la Luisiana. Más tarde, en 1684 Henri de Tonti recibió el territorio en señorío, y construyó un puesto comercial en Osotouy. Los quapaw reconocieron la soberanía francesa, en 1699 recibieron misioneros católicos y en 1700 contactaron con los colonos ingleses de Carolina del Sur.
Pero en 1698 sufrieron una epidemia de viruela que los redujo de 1200 guerreros a 300, de manera que en 1699 unificaron los poblados de Kappa y Tonguigua en el de Nouvelle Kappa, al tiempo que en 1700 construían el de Tourima. En 1721 los franceses enviaron soldados a Puesto Arkansas para defender la tribu de las incursiones chickasaw. En la guerra de 1736-1739 unos 3600 guerreros franceses, quapaw, choctaw y de otras tribus se enfrentaron a los ingleses y chickasaw. Y durante la guerra franco-india de 1754-1763 también ayudaron a los franceses, pero en 1763 sólo les quedaban 163 guerreros.
En 1763 su territorio pasó a España, de manera que en 1769 Puesto Arkansas pasó a llamarse Fuerte Carlos. En 1777 los jefes Angaska de Osotouy y Caiguaioataniga de Kappa aceptaron una alianza con los británicos, al tiempo que hacían la paz con los osage, sus tradicionales enemigos.
Pero cuando estalló la Guerra de la Revolución, fueron reclutados por los españoles contra los británicos. El 16 de abril de 1783 rechazaron un ataque anglo-chickasaw en Fuerte Carlos. Por la Paz de San Lorenzo de 1795 el territorio quedó en manos españolas, pero en 1803 fueron vendidos a los EE. UU. por la Compra de Luisiana. En 1800 fueron agrupados en New Kappa por el jefe Wah-pah-te-sah y obligados a admitir una fortificación de los EE. UU. en 1804. Como entre 1812 y 1815 se enfrentaron a algunos colonos que les mataban los rebaños, en 1816 el jefe Heckaton firmaría la Convención de Saint Louis que les reconocía como nación. En 1818 firmaron el primer tratado con los EE. UU. y entre 1818 y 1824 les cedieron sus tierras (43 millones de acres) a cambio de las del margen oeste del Arkansas (un millón de acres) y mil dólares.
En 1824 Robert Crittenden, gobernador de Arkansas, abrió sus tierras a la colonización blanca, y negoció con Heckaton su traslado con los caddo a Red River (Luisiana), cosa que aceptaron. Entonces eran 455 individuos (158 hombres, 123 mujeres y 174 niños), pero 60 murieron de hambre. Un grupo, dirigido por el mestizo Sarasin, volvió al Arkansas y se unió a los cherokee y osage; pero en diciembre de 1830 la mayoría finalmente se retiró.
Por eso, en 1833 Heckaton negoció un nuevo tratado con tal de ir a Oklahoma, pero se dividieron en dos grupos: unos 300 marcharon con Sarasin a las riberas del río Red con los caddo, y recibieron 2000 $/año, pero desde 1839 fueron atacados por los tejanos, razón por la cual en 1840 se unieron primero a los choctaw y después a los creek; en 1842 eran 250 y enviaban sus hijos a la escuela choctaw. Los 176 restantes fueron con Heckaton a las orillas del río Canadian (Oklahoma).
El nuevo jefe desde 1847, Wasr-te-she, recibió misioneros, y en 1855 se bautizó con 280 indios más. Cuando las inundaciones les obligaron a buscar nuevas tierras, comenzaron una campaña de retorno a la tierra de origen, pero en 1850 fueron llevados a una reserva propia en Oklahoma, con osages y choctaw, e intentaron vender su reserva al gobierno federal en 1854, 1857 y 1861. Durante la Guerra Civil de los Estados Unidos las tierras fueron invadidas por ambos bandos; en octubre de 1861 War-te-she y Ki-he-cah-te-da firmaron tratados con los Estados Confederados de América, pero no evitaron la división de la tribu. War-te-she hubo de ir a Kansas a la reserva de los ottawa, donde murió en 1862. Ki-he-cah-te-da (muerto en 1874) y 265 indios más pudieron volver a sus tierras en 1865, pero la reserva quedó empobrecida y asolada.
En 1867 la vendieron al gobierno a cambio de 30 000 $ y mil más anuales. El último jefe, Tall Chief o Louis Angel, en 1875 se estableció en la reserva de los Osage, y en 1877 dos tercios de la tribu le siguieron, de manera que en 1883 sólo unos 38 vivían en la antigua Reserva Quapaw. En 1883 los nuevos jefes John Hotel y Charley Quapaw fueron escogidos, y en 1887 adoptaron como miembro de la tribu al indio Stockbridge A.W. Abrahams, quien dirigió las negociaciones por las cuales en 1886 pasaron a formar parte del Territorio Indio, y las de 1893 (con 231 votos a favor) donde John Medicine y 67 más votaron a favor del allotment. De esta manera, en 1887 se les hizo el primer censo, que dio 121 individuos (aumentaron a 215 en 1893) y recibieron lotes de 500 acres, que totalizaron unos 12 000 acres.
Además, en 1895 el caddo John Wilson/Moonhead predicó entre ellos la religión peyote, merced a la conversión del líder indio John Beaver (muerto en 1928). También obtuvieron la concesión de escoger su propio jefe: Peter Clabber lo fue de 1894 a 1926, John Quapaw de 1926 a 1929, y el sacerdote peyote Victor Griffin de 1929 a 1958.
En 1897 encontraron en sus tierras yacimientos de plomo y zinc, que se explotaron a partir de 1907. Alquilaban las tierras, pero les pagaban poco y les estafaban, cosa que provocaría la dilapidación de la ganancias que obtuvieron. Entre 1923 y 1943 recibieron 14 689 592 $, que fueron puestos bajo control federal a petición del jefe Griffin, quien en 1934 aceptó las propuestas de la Indian Reorganisation Act.
En agosto de 1956 se hizo una nueva organización tribal, cuando fue creado el Quapaw Business Comitee, presidido por el jefe Robert Whitebird de 1956 a 1968, pero el líder espiritual de los quapaw fue Maud Supernaw (muerta en 1972), hija de Tallchief. En 1971 votaron por las restricciones en las concesiones mineras hasta 1996.

## Lista de quapaws
- Geary Hobson